# Mirosław Ławrynowicz
Mirosław Ławrynowicz (ur. 16 czerwca 1947 w Warszawie, zm. 6 kwietnia 2005 tamże) – polski skrzypek, profesor sztuk muzycznych.

## Życiorys

### Młodość
Urodził się w 1947 w Warszawie w rodzinie z tradycjami muzycznymi. Kształcił się początkowo pod kierunkiem Janiny Jarzębskiej i Zenona Kubisa, zaś studia ukończył z wyróżnieniem w klasie skrzypiec Zenona Brzewskiego w Państwowej Wyższej Szkole Muzycznej w Warszawie, będąc już magistrem Instytutu Muzykologii Uniwersytetu Warszawskiego. Studia wiolinistyczne kontynuował pod kierunkiem Jeana Fourniera (Francja) i Wolfganga Marschnera (RFN).

### Kariera
Występował jako solista z orkiestrami symfonicznymi, kameralnymi, w recitalach, koncertach kameralnych w wielu miastach Polski oraz za granicą, m.in. w Austrii, Bułgarii, Czechosłowacji, Finlandii, Francji, Hiszpanii, Holandii, Jugosławii, na Kubie, na Węgrzech, w Szwecji, we Włoszech, w Niemczech i w USA (Carnegie Hall). Dokonał licznych archiwalnych nagrań w Finlandii, Holandii, w Niemczech, we Francji i dla Programu II Polskiego Radia. W swoim dorobku ma nagrania płytowe (Polska i Holandia). Przez wiele lat zajmował się też działalnością wydawniczą przygotowując do druku utwory Karola Lipińskiego i Henryka Wieniawskiego.
Od 1975 prowadził klasę skrzypiec początkowo jako asystent, adiunkt, potem docent, a od 1 czerwca 1997 jako profesor zwyczajny Akademii Muzycznej im. F. Chopina w Warszawie, gdzie przez lata współpracował z pianistką Zdzisławą Słomką.
Brał udział w pracach jury konkursów krajowych i zagranicznych, m.in.:
- Ogólnopolskie Konkursy Skrzypiec im. Jahnkego w Poznaniu,
- I Międzynarodowy Konkurs Skrzypcowy im. Rodziny Grobliczow w Krakowie (sierpień 1996),
- III Konkurs Młodych Skrzypków im. Stanisława Serwaczyńskiego w Lublinie (wrzesień 1996),
- VII Międzynarodowy Konkurs Skrzypcowy w Kloster-Schöntal (lipiec/sierpień 1997),
- VII Międzynarodowy Konkurs Skrzypcowy im. Louisa Spohra we Freiburgu (sierpień 1997),
- IV Międzynarodowy Konkurs im. Karola Szymanowskiego w Łodzi (wrzesień 1997),
- II Ogólnopolski Konkurs Skrzypcowy Pamięci Aleksandry Januszajtis w Gdańsku (listopad 1997),
- Międzynarodowy Konkurs Młodych Skrzypków w Weimarze (3-krotnie),
- Międzynarodowy Konkurs Kwartetów Smyczkowych w Sondershausen (2-krotnie).

Prowadził kursy muzyczne w kraju i za granicą. Od 1993 był dyrektorem artystycznym i naukowym oraz profesorem klasy skrzypiec Kursów Muzycznych w Łańcucie, a od 1993 kierownikiem artystycznym Warsztatów Muzycznych w Zakopanem, organizowanych dla najzdolniejszych stypendystów Krajowego Funduszu na Rzecz Dzieci, profesorem klasy skrzypiec XII Międzynarodowego Kursu Muzycznego w Kloster-Schöntal w Niemczech (lipiec 1997 r.), współorganizatorem i profesorem Kursów Springtime w GOCH w Niemczech, profesorem na Kursie Muzycznym dla studentów z Japonii w Akademii Muzycznej w Warszawie (sierpień 1997) i na Kursie Mistrzowskim dla studentów Uniwersytetu Monteclair w New Jersey w Stanach Zjednoczonych (październik 1997).
Wśród uczniów i studentów Ławrynowicza znaleźli się skrzypkowie: Monika Jarecka Monika Jarecka, Andrzej Gębski, Ryszard Groblewski, Dobrosława Siudmak, Agnieszka Marucha, Maria Machowska, Krzysztof Specjał, Janusz Wawrowski.
Z żoną Krystyną Makowską-Ławrynowicz, pianistką, miał córkę Joannę Ławrynowicz-Just, pianistkę.
Pochowany na cmentarzu bródnowskim w Warszawie (kw. 14C-6-5).

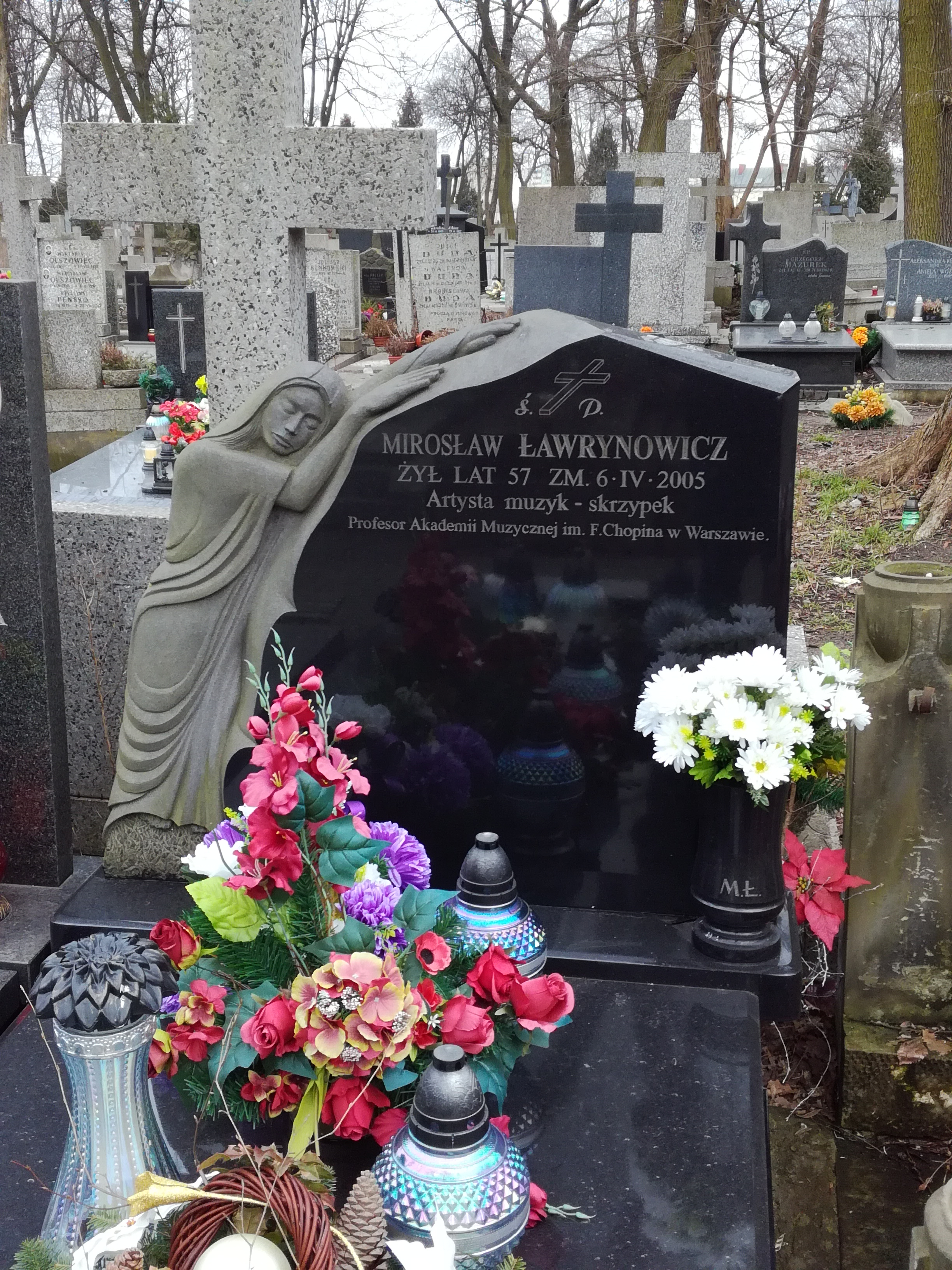
Grób Mirosława Ławrynowicza na cmentarzu Bródnowskim w Warszawie

## Nagrody muzyczne
Mirosław Ławrynowicz był laureatem wielu konkursów, m.in.:
- Międzynarodowego Konkursu Muzyki Współczesnej w Rotterdamie w 1973 (w kategorii kwartet smyczkowy),
- Międzynarodowego Konkursu Muzycznego Bayerischer Rundfunk w Monachium w 1974 (w kategorii duo skrzypce – fortepian, z żoną Krystyną Makowską-Ławrynowicz),
- Międzynarodowego Podium Młodych Muzyków w Paryżu w 1980,
- Międzynarodowego Konkursu Muzycznego w Belgradzie w 1982 (z prowadzoną przez siebie orkiestrą smyczkową Jeuneusses Musicale)[2]

## Odznaczenia i wyróżnienia
- Dyplom Ministra Spraw Zagranicznych za wybitne zasługi w propagowaniu kultury polskiej za granicą (1987)
- Tytuł honorowego obywatelstwa Łańcuta[3]
- Medal Komisji Edukacji Narodowej[2]
- Złoty Krzyż Zasługi[2]